# Juan de Mendoza y Velasco
Juan de Mendoza y Velasco, Marqués de Hinojosa (* in Hinojosa del Campo; † 28. Februar 1628), war von 1620 bis 1623 Vizekönig von Navarra und von 1623 bis 1624  Botschafter von Philipp IV. von Spanien bei Jakob I. von England.

## Leben
Seine Eltern waren Isabel de Velasco und Antonio Gómez Manrique de Mendoza y Sandoval, sechster Herr von Castrojeriz, vierter Herr von Villazopeque. Seine Geschwister aus dieser Ehe waren Gómez Manrique, welcher als Erstgeborener die Titel des Vaters erbte, Álvaro, Juana, Isabel, Catalina und Inés, welche Nonnen wurden. Sein Vater heiratete noch weitere drei Mal.
Unter der Amtsführung von Juan de Mendoza y Velasco entwickelte sich der Mayordomo Mayor zu einer Schlüsselposition am Hof in Bezug auf die Finanzverwaltung.
Juan de Mendoza y Velasco war Mitglied des Kriegsrates, Mitglied der Capitanía General, war Staatsrat und Vorsitzender des Consejo de Indias, sowie Ambassador to the Court of St James’s.
Von Philipp III. von Spanien erhielt Juan de Mendoza y Velasco am 11. Februar 1612 das Recht zum Führen des Titels Marqués de Hinojosa.
Er war daneben Marqués de San Germán, Herr von San Leonardo, Befehlshaber von Villa de Aledo y Totana (Murcia), Capitán General de la Artillería de España.
Er heiratete Dona Maria de Velasco, die einzige Tochter Dona Ana Maria de Mendoza und erhielt so den Zusatz y Velasco.